# Coquainvilliers
Coquainvilliers är en kommun i departementet Calvados i regionen Normandie i norra Frankrike. Kommunen ligger i kantonen Blangy-le-Château som ligger i arrondissementet Lisieux. År 2022 hade Coquainvilliers 844 invånare.

## Befolkningsutveckling
Antalet invånare i kommunen Coquainvilliers
Referens: INSEE